# Ida Lee
Ida Louisa Lee (geb. 11. Februar 1865 in Kelso, New South Wales; gest. 3. Oktober 1943 in Norwich) war eine australische Historikerin und Dichterin.
Sie wurde 1914 zum Fellow der Royal Geographical Society (FRGS) und zum Honorary Fellow der Royal Australian Historical Society (Hon. FRAHS) gewählt. Lee schrieb eine Reihe historischer Texte, von denen einige bisher unveröffentlichtes Material enthalten.
In ihrem 1906 veröffentlichten Buch The Coming of the British to Australia merkte bezüglich der Aborigines an, dass es angesichts der Szenen des Fortschritts schwer zu realisieren sei, „that such people ever existed“.

## Veröffentlichungen

### Nicht-fiktional
- The Coming of the British to Australia, 1788-1829 (1906)
- Commodore Sir John Hayes (1912)[4]
- The logbooks of the 'Lady Nelson.' With the journal of her first commander, Lieutenant James Grant, R.N. (1915)
- Captain Bligh's Second Voyage to the South Sea (1920) (aus dem Inhalt: The Ships Leave England; The Cape of Good Hope; From Tasmania to Tahiti; The Mutiny of the „Bounty“; In Matavai Bay; The Breadfruits Plants Collected; Discovery of Fiji; The New Hebrides; Coupang; Timor to Jamaica and Home; The Journal of Lieutenant Portlock)
- Early Explorers in Australia: From the Log-Books and Journals, including the Diary of Allan Cunningham, Botanist, from March 1, 1817, to November 19, 1818 (1925)
- The Voyage of the 'Caroline' from England to Van Dieman's Land and Batavia (1927)

### Poesie
- Songs and Verse (189?)
- The Bush Fire and Other Verses (1897)